# Mikołaj (metropolita kijowski)
Mikołaj – metropolita kijowski działający na przełomie XI i XII w., święty prawosławny.

## Życiorys
Był z pochodzenia Grekiem. Według A. Poppego urząd metropolity kijowskiego objął w 1092, po śmierci Jana III. W ocenie A. Mironowicza Mikołaj objął katedrę kijowską w 1093, zastępując Efrema II.
Działalność metropolity Mikołaja opisywana jest tylko w dwóch fragmentach z latopisów ruskich. W listopadzie 1097 hierarcha, razem z wdową po księciu Wsiewołodzie I występował jako rozjemca w sporze o rządy na Rusi Kijowskiej. W podobnym charakterze działał ponownie w 1101.
W 1102 został odwołany z katedry kijowskiej i ponownie skierowany do pracy duszpasterskiej w Bizancjum. Zmarł w 1104. Według Mironowicza i Poppego sprawował urząd do 1104. Czczony w Kościele prawosławnym jako cudotwórca.